# Amata hanningtoni
Amata hanningtoni är en fjärilsart som beskrevs av Adalbert Seitz 1926. Amata hanningtoni ingår i släktet Amata och familjen björnspinnare. Inga underarter finns listade i Catalogue of Life.